# Rosalinda naumovi
Rosalinda naumovi is een hydroïdpoliep uit de familie Rosalindidae. De poliep komt uit het geslacht Rosalinda. Rosalinda naumovi werd in 1985 voor het eerst wetenschappelijk beschreven door Antsulevich & Stepanjants. 